# 黃梅院 (武田信玄女)
黃梅院（1543年（天文12年）—1569年7月30日（永祿12年6月17）），武田信玄長女，母親為正室三條夫人，本名不詳。

## 生平
於甲斐出生。為了使今川家、武田家與後北條家形成三國同盟，天文23年（1554年）12月，以十二歲之齡嫁給北條氏康的嫡子北條氏政為妻。相傳她出嫁的時候，隨從多達一萬人，相當豪華。信玄相當疼愛這個女兒，在1557年十一月時，信玄得知女兒有孕之事，曾經向供奉安產之神的富士御室淺間神社親自寫下祈求黃梅院安產的文字，不過後來黃梅院生的頭兩個孩子都接連夭折。之後，信玄也曾經有祈求過黃梅院身體健康等等之事，都足以顯示他對女兒的親情深厚。
黃梅院與氏政之間除了早先夭折的兩個孩子以外，後來接連生下嫡長子氏直、氏房、直重、氏定等四個兒子，婚姻應該可謂美滿。永祿12年（1569年）6月17日，住在北條家，黄梅院病逝。法名「黃梅院殿春林宗芳大禪定尼」。在北條家的早雲寺建立了黃梅院並葬於此地。信玄為她於山梨縣雙葉町建立菩提寺黃梅院也，墓碑至今仍然存在。